# Eigg Mountain
Eigg Mountain är ett berg i Kanada.   Det ligger i provinsen Nova Scotia, i den östra delen av landet, 1 100 km öster om huvudstaden Ottawa. Toppen på Eigg Mountain är 322 meter över havet.
Terrängen runt Eigg Mountain är kuperad norrut, men söderut är den platt. Eigg Mountain är den högsta punkten i trakten. Runt Eigg Mountain är det glesbefolkat, med 8 invånare per kvadratkilometer.. Närmaste större samhälle är Antigonish, 15,9 km sydost om Eigg Mountain. 
I omgivningarna runt Eigg Mountain växer i huvudsak blandskog.